# 潛水鐘與蝴蝶
《潛水鐘與蝴蝶》（法語：Le Scaphandre et le Papillon）是由法國《ELLE雜誌》總編輯讓-多米尼克·鮑比罹患闭锁症候群後所作的傳記，書中描述他在嚴重中風並罹患閉鎖症候群後的生活以及中風前的生活。於1997年3月7日出版，它獲得極佳評價，在出版第一天售出25,000本，一周內達到150,000本，並持續在歐洲成為暢銷書，目前銷售量已超過一百萬本。正體中文版於1997年10月28日由邱瑞鑾翻譯、臺灣大塊文化公司出版，簡體中文版則在2007年由南海出版公司引進。後來此書被導演朱利安·許納貝改編成同名電影，由馬修·亞瑪希主演，並獲得第65屆金球獎最佳外語片獎等多個獎項。

## 內容簡介
讓-多米尼克·鮑比原是法國時尚雜誌的總編輯。他在44歲的年底突然腦幹中風，並昏迷了20多天，甦醒後發覺全身不能動彈，惟有左眼眼皮能夠跳動，以便與人溝通。他在醫院中回想過去自己的生活，又感慨自己現時的身體狀況，於是命人根據他左眼眼皮的指引，寫成一本關於自己的回憶錄。多米尼克在《潛水鐘與蝴蝶》問世的第二天離世。